# Daniel Lamarre
Pour les articles homonymes, voir Lamarre.
Daniel Lamarre (1953 à Grand-Mère au Québec - ) est une personnalité québécoise du monde des affaires. Jusqu'en décembre 2021, il était président-directeur général de l'entreprise canadienne de divertissement Cirque du Soleil. Depuis décembre 2021, il est vice-président exécutif du conseil d’administration du Cirque du Soleil. Il est récipiendaire de l'Ordre du Canada.

## Biographie
Il a obtenu un baccalauréat ès arts en communications de l'Université d'Ottawa en 1976. Il a reçu des doctorats honoris causa de l'Université McGill et de son alma mater, l'Université d'Ottawa.
M. Lamarre a commencé sa carrière comme journaliste, puis il est devenu directeur des communications de la Fédération des Caisses Desjardins du Centre-du-Québec. En 1977, il devient directeur des relations publiques de l'entreprise médiatique canadienne Cogeco. Il a travaillé pour les cabinets de relations publiques Burson-Marsteller (à partir de 1981) et National (1984-1997), où il a occupé divers postes de direction, dont celui de président. Il a ensuite été président-directeur général du réseau de télévision TVA, le plus grand télédiffuseur privé du Québec, de 1997 à 2000. Il s'est joint au Cirque du Soleil en janvier 2001 à la demande du fondateur de l'entreprise, Guy Laliberté, qu'il avait déjà rencontré lorsqu'il travaillait pour National. Au Cirque du Soleil, les responsabilités de M. Lamarre ont inclus l'élaboration de stratégies liées au développement des affaires, aux opérations, aux ventes, à la viabilité financière de l'entreprise et à la perpétuation de sa culture et de ses valeurs.
En 2012, il a collaboré à la création de la conférence C2 Montréal, un rassemblement de l'élite mondiale de la création et des affaires.
Daniel Lamarre soutient plusieurs organismes de bienfaisance, notamment la fondation One Drop, dont la mission est de lutter contre la pauvreté en fournissant un accès à l'eau potable, ainsi que Cirque du Monde, un programme mondial de cirque social destiné aux jeunes à risque. Il est également membre du conseil d'administration de la Fondation de l'Institut de cardiologie de Montréal depuis 1994.